# Liste der WWER

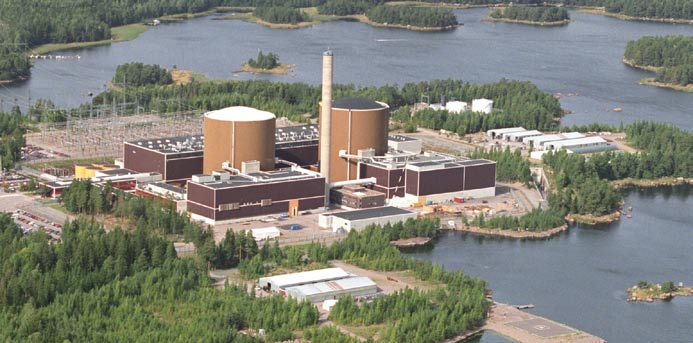
Ansicht der beiden WWER im finnischen Kernkraftwerk Loviisa

Reaktoren der sowjetischen Bauart WWER sind hauptsächlich in Osteuropa gebaut worden. Viele der fertiggestellten Reaktoren ab der zweiten Generation sind auch heute noch in Betrieb.
In Betrieb befindliche Reaktoren sind farblich gekennzeichnet.

## Standorte WWER-Reaktoren der Generation 0
Die Reaktoren der 0. Generation (Prototypen) wurden von der Sowjetunion zwischen 1956 und 1960 entwickelt, ein Reaktor der Baureihe wurde in die DDR exportiert.
| Reaktorblock    | Staat                           | Inbetrieb- nahme | Stilllegung (geplant) | Reaktortyp/ Reaktorversion | Bruttoleis- tung (MW) |
| --------------- | ------------------------------- | ---------------- | --------------------- | -------------------------- | --------------------- |
| Rheinsberg      | Deutsche Demokratische Republik | 1966             | 1990                  | WWER-70                    | 70                    |
| Nowoworonesch-1 | Sowjetunion                     | 1964             | 1988                  | WWER-210 (V-1) (Prototyp)  | 210                   |
| Nowoworonesch-2 | Sowjetunion                     | 1969             | 1990                  | WWER-365 (V-3M) (Prototyp) | 365                   |

## Standorte WWER-Reaktoren der 1. Generation
Die Reaktoren der 1. Generation wurden von der Sowjetunion in den 60er Jahren entwickelt.
Von den 16 gebauten Reaktoren dieses Modells sind zurzeit noch vier in Betrieb.
| Reaktorblock    | Staat                | Inbetrieb- nahme | Stilllegung (geplant) | Reaktortyp/ Reaktorversion     | Bruttoleis- tung (MW) |
| --------------- | -------------------- | ---------------- | --------------------- | ------------------------------ | --------------------- |
| Mezamor-1       | Armenien             | 1976             | 1989                  | WWER-440/270                   | 408                   |
| Mezamor-2       | Armenien             | 1980             | (2036)                | WWER-440/270                   | 408                   |
| Kosloduj-1      | Bulgarien            | 1974             | 2002                  | WWER-440/230                   | 440                   |
| Kosloduj-2      | Bulgarien            | 1975             | 2002                  | WWER-440/230                   | 440                   |
| Kosloduj-3      | Bulgarien            | 1980             | 2006                  | WWER-440/230                   | 440                   |
| Kosloduj-4      | Bulgarien            | 1982             | 2006                  | WWER-440/230                   | 440                   |
| Greifswald-1    | Deutschland          | 1973             | 1990                  | WWER-440/230                   | 440                   |
| Greifswald-2    | Deutschland          | 1974             | 1990                  | WWER-440/230                   | 440                   |
| Greifswald-3    | Deutschland          | 1977             | 1990                  | WWER-440/230                   | 440                   |
| Greifswald-4    | Deutschland          | 1979             | 1990                  | WWER-440/230                   | 440                   |
| Kola-1          | Russische Föderation | 1973             | (2033)                | WWER-440/230                   | 440                   |
| Kola-2          | Russische Föderation | 1974             | (2034)                | WWER-440/230                   | 440                   |
| Nowoworonesch-3 | Russische Föderation | 1971             | 2016                  | WWER-440/179 (Vorgängermodell) | 417                   |
| Nowoworonesch-4 | Russische Föderation | 1972             | (2032)                | WWER-440/179 (Vorgängermodell) | 417                   |
| Bohunice-1      | Slowakei             | 1978             | 2006                  | WWER-440/230                   | 440                   |
| Bohunice-2      | Slowakei             | 1980             | 2008                  | WWER-440/230                   | 440                   |

## Standorte WWER-Reaktoren der 2. Generation
Die Reaktoren der 2. Generation wurden von der Sowjetunion zwischen 1970 und 1980 entwickelt.
| Reaktorblock    | Staat                | Inbetrieb- nahme                    | Stilllegung (geplant)          | Reaktortyp/ Reaktorversion | Bruttoleis- tung (MW) |
| --------------- | -------------------- | ----------------------------------- | ------------------------------ | -------------------------- | --------------------- |
| Dukovany-1      | Tschechien           | 1985                                |                                | WWER-440/213               | 440                   |
| Dukovany-2      | Tschechien           | 1986                                |                                | WWER-440/213               | 440                   |
| Dukovany-3      | Tschechien           | 1986                                |                                | WWER-440/213               | 440                   |
| Dukovany-4      | Tschechien           | 1987                                |                                | WWER-440/213               | 440                   |
| Loviisa-1       | Finnland             | 1977                                |                                | WWER-440/311               | 510                   |
| Loviisa-2       | Finnland             | 1980                                |                                | WWER-440/311               | 510                   |
| Greifswald-5    | Deutschland          | 1989                                | 1989 Probebetrieb              | WWER-440/213               | 440                   |
| Greifswald-6    | Deutschland          | keine Betriebsaufnahme              | stillgelegt vor Inbetriebnahme | WWER-440/213               | 440                   |
| Greifswald-7    | Deutschland          | Bau abgebrochen                     | –                              | WWER-440/213               | 440                   |
| Greifswald-8    | Deutschland          | Bau abgebrochen                     | –                              | WWER-440/213               | 440                   |
| Kola-3          | Russische Föderation | 1981                                |                                | WWER-440/213               | 440                   |
| Kola-4          | Russische Föderation | 1984                                |                                | WWER-440/213               | 440                   |
| Żarnowiec-1     | Polen                | Bau abgebrochen                     | –                              | WWER-440/213               | 465                   |
| Żarnowiec-2     | Polen                | Bau abgebrochen                     | –                              | WWER-440/213               | 465                   |
| Żarnowiec-3     | Polen                | Bau abgebrochen                     | –                              | WWER-440/213               | 465                   |
| Żarnowiec-4     | Polen                | Bau abgebrochen                     | –                              | WWER-440/213               | 465                   |
| Paks-1          | Ungarn               | 1982                                |                                | WWER-440/213               | 500                   |
| Paks-2          | Ungarn               | 1984                                |                                | WWER-440/213               | 470                   |
| Paks-3          | Ungarn               | 1986                                |                                | WWER-440/213               | 470                   |
| Paks-4          | Ungarn               | 1987                                |                                | WWER-440/213               | 500                   |
| Bohunice-3      | Slowakei             | 1984                                |                                | WWER-440/213               | 440                   |
| Bohunice-4      | Slowakei             | 1985                                |                                | WWER-440/213               | 440                   |
| Mochovce-1      | Slowakei             | 1998                                |                                | WWER-440/213               | 440                   |
| Mochovce-2      | Slowakei             | 1999                                |                                | WWER-440/213               | 440                   |
| Mochovce-3      | Slowakei             | 2023                                | –                              | WWER-440/213               | 440                   |
| Mochovce-4      | Slowakei             | Bau 1993 gestoppt, 2009 fortgesetzt | –                              | WWER-440/213               | 440                   |
| Juraguá-1       | Kuba                 | Bau abgebrochen                     | –                              | WWER-440/318               | 440                   |
| Juraguá-2       | Kuba                 | Bau abgebrochen                     | –                              | WWER-440/318               | 440                   |
| Riwne-1         | Ukraine              | 1980                                | (2030)                         | WWER-440/213               | 420                   |
| Riwne-2         | Ukraine              | 1981                                | (2031)                         | WWER-440/213               | 415                   |
| Süd-Ukraine-1   | Ukraine              | 1982                                |                                | WWER-1000/302              | 1.000                 |
| Süd-Ukraine-2   | Ukraine              | 1985                                |                                | WWER-1000/338              | 1.000                 |
| Nowoworonesch-5 | Russische Föderation | 1980                                |                                | WWER-1000/187 (Prototyp)   | 1.000                 |
| Kalinin-1       | Russische Föderation | 1984                                |                                | WWER-1000/338              | 1.000                 |
| Kalinin-2       | Russische Föderation | 1986                                |                                | WWER-1000/338              | 1.000                 |

## Standorte WWER-Reaktoren der 3. Generation
Die Reaktoren der 3. Generation wurden von der Sowjetunion ab 1975 entwickelt. Die neueren Reaktoren gehören zu den fortgeschrittenen Reaktoren der 3. Generation. Sie besitzen eine höhere Sicherheit und Effizienz.
Die entwickelten Reaktoren der Versionen 412, 428, 446 sind für den Export angepasste projektspezifische Reaktoren basierend auf dem Modell WWER-1000/392. Zu der 3. Generation zählen auch der WWER-1160, WWER-1200 (AES-2006) und der WWER-1500.
| Reaktorblock       | Staat                | Inbetrieb- nahme         | Stilllegung (geplant) | Reaktortyp/ Reaktorversion | Bruttoleis- tung (MW) |
| ------------------ | -------------------- | ------------------------ | --------------------- | -------------------------- | --------------------- |
| Krim-1             | Ukraine              | Bau abgebrochen          | –                     | WWER-1000/320              | 1.000                 |
| Krim-2             | Ukraine              | Bau abgebrochen          | –                     | WWER-1000/320              | 1.000                 |
| Baschkirien-1      | Russische Föderation | Bau abgebrochen          | –                     | WWER-1000/320              | 1.000                 |
| Baschkirien-2      | Russische Föderation | Bau abgebrochen          | –                     | WWER-1000/320              | 1.000                 |
| Tatarien-1         | Russische Föderation | Bau abgebrochen          | –                     | WWER-1000/320              | 1.000                 |
| Tatarien-2         | Russische Föderation | Bau abgebrochen          | –                     | WWER-1000/320              | 1.000                 |
| Kosloduj-5         | Bulgarien            | 1987                     | (2027)                | WWER-1000/320              | 1.000                 |
| Kosloduj-6         | Bulgarien            | 1991                     | (2029)                | WWER-1000/320              | 1.000                 |
| Belene-1           | Bulgarien            | Bau abgebrochen          |                       | WWER-1000/466              | 1.000                 |
| Belene-2           | Bulgarien            | Bau abgebrochen          |                       | WWER-1000/466              | 1.000                 |
| Temelín-1          | Tschechien           | 2000                     |                       | WWER-1000/320              | 1.013                 |
| Temelín-2          | Tschechien           | 2002                     |                       | WWER-1000/320              | 1.013                 |
| Stendal-1          | Deutschland          | Bau abgebrochen          | –                     | WWER-1000/320              | 1.000                 |
| Stendal-2          | Deutschland          | Bau abgebrochen          | –                     | WWER-1000/320              | 1.000                 |
| Kalinin-3          | Russische Föderation | 2004                     |                       | WWER-1000/320              | 1.000                 |
| Kalinin-4          | Russische Föderation | 2011                     |                       | WWER-1000/320              | 1.000                 |
| Balakowo-1         | Russische Föderation | 1985                     |                       | WWER-1000/320              | 1.000                 |
| Balakowo-2         | Russische Föderation | 1987                     |                       | WWER-1000/320              | 1.000                 |
| Balakowo-3         | Russische Föderation | 1988                     |                       | WWER-1000/320              | 1.000                 |
| Balakowo-4         | Russische Föderation | 1993                     |                       | WWER-1000/320              | 1.000                 |
| Balakowo-5         | Russische Föderation | Bau gestoppt             |                       | WWER-1000/320              | 1.000                 |
| Balakowo-6         | Russische Föderation | Bau eingestellt          |                       | WWER-1000/320              | 1.000                 |
| Rostow-1           | Russische Föderation | 2001                     |                       | WWER-1000/320I             | 1.000                 |
| Rostow-2           | Russische Föderation | 2010                     |                       | WWER-1000/320I             | 1.000                 |
| Rostow-3           | Russische Föderation | 2015                     |                       | WWER-1000/320              | 1.000                 |
| Rostow-4           | Russische Föderation | 2018                     |                       | WWER-1000/320              | 1.000                 |
| Chmelnyzkyj-1      | Ukraine              | 1987                     |                       | WWER-1000/320              | 1.000                 |
| Chmelnyzkyj-2      | Ukraine              | 2004                     |                       | WWER-1000/320              | 1.000                 |
| Chmelnyzkyj-3      | Ukraine              | ungewiss                 |                       | WWER-1000/392B             | 1.000                 |
| Chmelnyzkyj-4      | Ukraine              | ungewiss                 |                       | WWER-1000/392B             | 1.000                 |
| Riwne-3            | Ukraine              | 1986                     |                       | WWER-1000/320              | 1.000                 |
| Riwne-4            | Ukraine              | 2004                     |                       | WWER-1000/320              | 1.000                 |
| Süd-Ukraine-3      | Ukraine              | 1989                     |                       | WWER-1000/320              | 1.000                 |
| Süd-Ukraine-4      | Ukraine              | Bau abgebrochen          | –                     | WWER-1000/320              | 1.000                 |
| Saporischschja-1   | Ukraine              | 1984                     |                       | WWER-1000/320              | 1.000                 |
| Saporischschja-2   | Ukraine              | 1985                     |                       | WWER-1000/320              | 1.000                 |
| Saporischschja-3   | Ukraine              | 1986                     |                       | WWER-1000/320              | 1.000                 |
| Saporischschja-4   | Ukraine              | 1987                     |                       | WWER-1000/320              | 1.000                 |
| Saporischschja-5   | Ukraine              | 1989                     |                       | WWER-1000/320              | 1.000                 |
| Saporischschja-6   | Ukraine              | 1995                     |                       | WWER-1000/320              | 1.000                 |
| Buschehr-1         | Iran                 | 2011                     |                       | WWER-1000/446              | 1.000                 |
| Buschehr-2         | Iran                 | (2025 geplant)           |                       | WWER-1000/446              | 1.000                 |
| Buschehr-3         | Iran                 | (2027 geplant)           |                       | WWER-1000/446              | 1.000                 |
| Tianwan-1          | Volksrepublik China  | 2006                     |                       | WWER-1000/428              | 1.060                 |
| Tianwan-2          | Volksrepublik China  | 2007                     |                       | WWER-1000/428              | 1.060                 |
| Tianwan-3          | Volksrepublik China  | 2018                     |                       | WWER-1000/428M             | 1.126                 |
| Tianwan-4          | Volksrepublik China  | 2018                     |                       | WWER-1000/428M             | 1.126                 |
| Kudankulam-1       | Indien               | 2013                     |                       | WWER-1000/412              | 1.000                 |
| Kudankulam-2       | Indien               | 2016                     |                       | WWER-1000/412              | 1.000                 |
| Kudankulam-3       | Indien               | (2027 geplant)           |                       | WWER-1000/412              | 1.000                 |
| Kudankulam-4       | Indien               |                          |                       | WWER-1000/412              | 1.000                 |
| Kudankulam-5       | Indien               |                          |                       | WWER-1000/412              | 1.000                 |
| Kudankulam-6       | Indien               |                          |                       | WWER-1000/412              | 1.000                 |
| Nowoworonesch II-1 | Russische Föderation | 2017                     |                       | WWER-1200/392M (AES-2006)  | 1.180                 |
| Nowoworonesch II-2 | Russische Föderation | 2019                     |                       | WWER-1200/392M (AES-2006)  | 1.181                 |
| Leningrad II-1     | Russische Föderation | 2018                     |                       | WWER-1200/491              | 1.188                 |
| Leningrad II-2     | Russische Föderation | 2021                     |                       | WWER-1200/491              | 1.188                 |
| Leningrad II-3     | Russische Föderation |                          |                       | WWER-1200/491              | 1.199                 |
| Belarus-1          | Belarus              | 2021                     |                       | WWER-1200/491              | 1.194                 |
| Belarus-2          | Belarus              | 2023                     |                       | WWER-1200/491              | 1.194                 |
| Akkuyu-1           | Türkei               | (2025 geplant)           |                       | WWER-1200/509 (AES-2006)   | 1.114                 |
| Akkuyu-2           | Türkei               | (2026 geplant)           |                       | WWER-1200/509 (AES-2006)   | 1.114                 |
| Akkuyu-3           | Türkei               | (2027 geplant)           |                       | WWER-1200/509 (AES-2006)   | 1.114                 |
| Akkuyu-4           | Türkei               | (2028 geplant)           |                       | WWER-1200/509 (AES-2006)   | 1.114                 |
| Ruppur-1           | Bangladesch          | (2023 geplant[veraltet]) |                       | WWER-1200/523 (AES-2006)   | 1.200                 |
| Ruppur-2           | Bangladesch          | (2024 geplant[veraltet]) |                       | WWER-1200/523 (AES-2006)   | 1.200                 |
| Kursk II-1         | Russische Föderation | (2022 geplant[veraltet]) |                       | WWER-1300/510 (WWER-TOI)   | 1.255                 |
| Kursk II-2         | Russische Föderation |                          |                       | WWER-1300/510K (WWER-TOI)  | 1.255                 |
| El Dabaa-1         | Ägypten              | (2028 geplant)           |                       | WWER-1200/529              | 1.200                 |
| El Dabaa-2         | Ägypten              |                          |                       | WWER-1200/529              | 1.200                 |
| El Dabaa-3         | Ägypten              |                          |                       | WWER-1200/529              | 1.200                 |
| El Dabaa-4         | Ägypten              |                          |                       | WWER-1200/529              | 1.200                 |